# Bitwa pod Záblatí
Bitwa pod Záblatí – starcie zbrojne w pierwszej fazie wojny trzydziestoletniej. Miała miejsce 10 czerwca 1619 niedaleko Czeskich Budziejowic, pomiędzy miejscowościami Vodňany a Hlubokou. Była to jedna z pierwszych bitew i zarazem pierwsza porażka wojsk czeskich.

## Przed bitwą
Po defenestracji praskiej i wybuchu czeskiego powstania stanowego Mansfeld został wysłany przez księcia Karola Emanuela, księcia Savoy na czele 2000 ludzi na pomoc zbuntowanym Czechom. Po dwumiesięcznym oblężeniu Mansfeld zajął Pilzno i przeniósł się pod Záblatí. W tym samym czasie Henryk Maciej Thurn oblegał Wiedeń⁣ a ⁣Georg Friedrich Hohenlohe oblegał Czeskie Budziejowice.

## Przebieg bitwy
Przed bitwą wojska Mansfelda rozłożyły się wokół wsi Záblatí, gdzie czekano na przybycie trzech kompanii hrabiego ze Solmsu. Zachowanie Mansfelda było dość lekkomyślne, co miało wpływ na morale żołnierzy.
Wojska Karola de Longueval, hrabiego de Bucquoy, z pomocą miejscowej ludności podeszły pod miejscowość Netolice i podpaliły ją. Mansfeld wyruszył na pomoc, po czym zawrócił. Manewr ten spowodował rozczłonkowanie jego armii na kilka mniejszych oddziałów.
Mansfeld zaczął fortyfikować Záblatí, a jego armia została rozdrobniona.
Bucquoy nie spieszył się z atakiem. Pierwszy, poważniejszy atak został przeprowadzony przez waloński regiment kirasjerów Wallensteina. Pułk prowadził prawdopodobnie podpułkownik Pierre de la Motte, adiutant Wallensteina.
W decydującym momencie Mansfeldowi nie udało się utrzymać morale swojej jazdy, która próbowała uciec z płonącej wsi. Ogień, dym w letnim upale, spowodowały utratę orientacji i atak na własne szeregi. Aby powiększyć zamęt, jeden z katolickich oficerów, Johann Meréde kazał podpalić składy amunicji we wsi.
Sam Mansfeld w czasie bitwy spotkał się z tym hiszpańskim oficerem, ale żaden z nich nie poznał drugiego. Jak donoszą późniejsze przekazy, Meréd miał „krzyknąć na muszkieterów, aby położyli ogień na tego sukinsyna. Mało to dotknęło hrabiego, poza tym, że dwóch rajtarów postrzelonych obok niego musiał opuścić."
Większa część czeskiej piechoty czekała we wsi. Dampierre poprowadził atak, ale został on odparty.
Buquoy działał pasywnie i okrążył te jednostki. Zanim nadeszła noc, wbrew rozkazom dowódców, wysłały one parlamentarzystów do katolików i poddały się. Zagwarantowano im bezpieczny odwrót i możliwość wykupienia się za miesięczny żołd.

## Po bitwie
Żołnierze Mansfelda, którzy nie padli w boju, przeszli na stronę wroga i zaciągnęli się do armii cesarskiej. Spowodowało to zanik jego armii, wystawionej za pieniądze czeskiego królestwa i Karola Emanuela piemonckiego.
Reputacja Mansfelda została nadszarpnięta. Thurn, który oblegał Wiedeń, musiał odstąpić od oblężenia i wrócić z pustymi rękoma. Georg Friedrich Hohenlohe również musiał odstąpić od oblężenia Czeskich Budziejowic.
Sam Mansfeld nie został w bitwie poważnie ranny, ale nie został potępiony za niepowodzenie, przeciwnie dostał pieniądze na zwerbowanie nowych najemników, dzięki czemu zyskał nowe oddziały, liczące 4000 ludzi.